# GO GO ポッピン
『GO GO ポッピン』（ゴーゴー ポッピン）は、2004年10月4日から2008年3月28日までKBS京都テレビで放送されていた子供向けの教育番組。
この項目では、同時期に同局で放送されていた姉妹番組『GO GO ポッピンMTV』、ならびに本番組の終了後にスタートした後継番組『GO GO ポッピンフレンズ』と『まちかどポッピン』についても触れる。

## GO GO ポッピン
2004年10月から2008年3月28日まで朝の帯番組として放送。本番組はしばしば大型商業施設でイベントを行っていた。

### 放送時間

#### 本放送
- 月曜 - 金曜 07:45 - 08:00

#### 再放送
- 月曜 - 金曜 17:35 - 17:50 （期間不明） - 放送内容は当日の本放送と同じもの。
- 月曜 - 金曜 16:00 - 16:15 （2007年4月 - 2008年3月28日） - 放送内容は当日の本放送と同じもの。

### 主なキャラクター
ティンパ、フルーミン、シンバルバの3人はリズム星に住んでいるという設定。
ティンパ
メインキャラクター。語源は楽器のティンパニ。年齢は6歳。主食は音楽で、頭頂部のアンテナでキャッチする。好物はすぐき（京漬物）。苦手なものはカエルとスキップ。たすきがけにしているカバンに入っているのは「みんなの夢」。
フルーミン
演：和多谷沙耶
うたとダンスのおねえさん（初代）。語源は楽器のフルート。2007年3月30日放送分まで出演。
シンバルバ
演：杉野じんべえ
うたとダンスのおにいさん（初代）。語源は楽器のシンバル。2004年10月から2007年3月30日放送分まで出演。
さきおねえさん
演：上嶋咲貴
うたとダンスのおねえさん（2代目）。2007年4月2日放送分から出演。
こうじおにいさん
演：平本光司
うたとダンスのおにいさん（2代目）。2007年4月2日放送分から出演。
たかしおにいさん
演：関敬
うたとダンスのおにいさん（2代目）。2007年4月2日放送分から出演。

### 備考
歌のコーナーで放送されていた「コトコトきょうとストリート」の歌は、読売テレビの『秘密のケンミンSHOW』が2008年3月20日放送分で「京都府民は通りの名前を歌う!?」を取り上げた際に紹介された。
メインキャラクターのティンパは、JA全農京都の京都米のコマーシャルに使われている。

## GO GO ポッピンMTV
2011年7月5日まで同局で放送されていた姉妹番組。放送時間は毎週火曜 17:55 - 18:00。

### 放送楽曲
- あわあわ
- ティンパくんえかきうた
- ぽかぽかおふロック
- きょうと米のうた - 協力：JA全農京都
- おにぎりのうた〜だいすきおにぎり〜 - 協力：JA全農京都
- たんごのタンゴ
- パンミミブルース
- コトコトきょうとストリート
- ぼくティンパ
- ありがと
- まわるせかい
- どうぶつおんがくたい

## GO GO ポッピンフレンズ
2008年9月1日から2009年3月31日まで同局で放送されていた後継番組。放送時間は毎週月曜 - 木曜 7:15 - 7:30 だったが、新作を放送していたのは月曜と水曜だけで、火曜と木曜には番組の再放送が行われていた。

## まちかどポッピン
2010年4月5日から2013年3月29日まで同局で放送されていた後継番組。ティンパが京都府内にある26の警察署を訪問し、道路事情や交通安全についての告知・啓発を行っていた。放送時間は毎週月曜 - 金曜 7:25 - 7:30 で、稀に再放送を行うこともあった。